# Труфалдино
Труфалдино (на италиански: Truffaldino) е персонаж от италианската комедия дел арте.
Той е от Бергамо, слуга. Дрехите му са разноцветни, носи малка шапка с опашка на заек, черна маска и палка на пояса.
Труфалдино е също така герой от комедията на Карло Голдони „Слуга на двама господари“, където е съпруг на Смералдина. Той е герой и на руския филм „Труфалдино от Бергамо“ (1976).
За първи път персонажът се появява през 16 век. В много от случаите той не се различава съществено от Арлекин. Неговата роля разчита изцяло на импровизацията.